# Trogen som en hund
Trogen som en hund (engelska: Puppy Love) är en amerikansk animerad kortfilm med Musse Pigg från 1933.

## Handling
Musse Pigg kommer på besök med blommor och choklad till sin älskade Mimmi Pigg. Hundarna Pluto och Fifi är också kära i varandra. Men när Musse ska bjuda Mimmi på choklad ur kartongen har hundarna bytt ut chokladen mot ett hundben. Detta blir för mycket för Mimmi som tror att det är Musse som gjort detta, men snart förstår hon att det är Fifi som varit i farten.

## Om filmen
Filmen är den 59:e Musse Pigg-kortfilmen som producerades och den nionde som lanserades år 1933.

### Svenska utgivningar
Filmen hade svensk premiär den 17 mars 1935 på biograferna Garbio och Puck i Stockholm.
Filmen finns sedan 2005 dubbad till svenska, och har givits ut på DVD med svenskt tal. Filmen som ursprungligen gjordes i svartvitt presenterades på denna utgåva i färglagd version.

## Rollista
| Roll       | Originalröst      | Svensk röst     |
| Musse Pigg | Walt Disney       | Anders Öjebo    |
| Mimmi Pigg | Marcellite Garner | Lizette Pålsson |